# Mięsień skroniowy

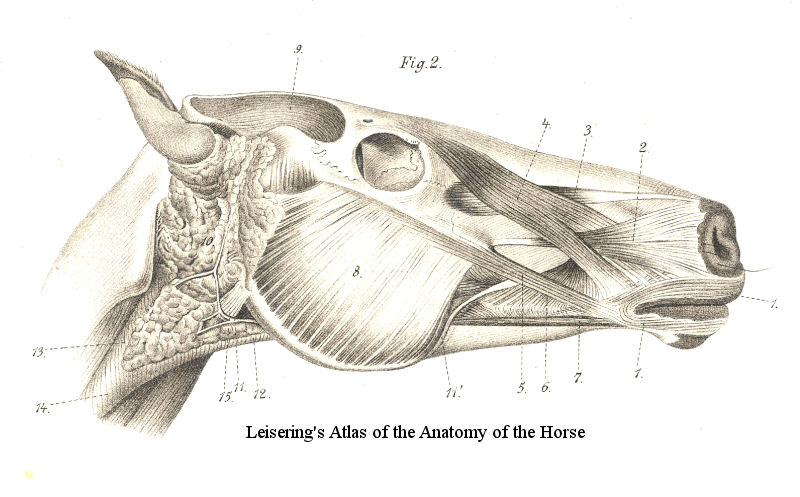
Głowa konia: mięsień skroniowy oznaczony numerem 9

Mięsień skroniowy (łac. musculus temporalis) – mięsień występujący w głowie kręgowców lądowych.
Mięsień skroniowy ciągnie się od dołu skroniowego czaszki, po wyrostek żuchwy.

## Ssaki
U ssaków mięsień ten jest z reguły dobrze rozwinięty. Za przyczep początkowy tego mięśnia służą zarówno krawędź, jak i dno dołu skroniowego, zwłaszcza w rejonie kości ciemieniowej oraz powierzchnia łuku jarzmowego i pomost mięśniowy łączący go ze żwaczem. Szeroko rozprzestrzenione włókna zbiegają się ku wyrostkowi dziobiastemu żuchwy. Oprócz tego wyrostka punktem przyczepu końcowego może być też przednia krawędź gałęzi żuchwy. Dzieje się tak np. u świni, u której wyrostek dziobiasty jest krótki.
Z mięśnia skroniowego wydziela się u ssaków mięsień żwacz. Połączenie mięśniowe między żwaczem a mięśniem skroniowym jest najsilniej zaznaczane wśród drapieżnych.
Funkcją tego mięśnia jest unoszenie żuchwy i wysuwanie jej ku przodowi.

### Drapieżne
U drapieżnych mięsień ten jest największym mięśniem głowy, bardzo szerokim i długim. U ras dolichocefalicznych oba mięśnie skroniowe łączą się szwem włóknistym, stanowiącym dno bruzdy strzałkowej. Punktem przyczepu mięśnia jest u tych ssaków także krawędź grzbietowa łuku jarzmowego, a punktem końcowym, oprócz wyrostka dziobiastego, krawędź gałęzi żuchwy.

### Parzystkokopytne
U świni mięsień ten wypełnia cały dół skroniowy, a przyczepia się do wyrostka dziobiastego żuchwy. Jest szerszy niż u przeżuwaczy.
U bydła domowego zarówno mięsień jak i dół skroniowy są wąskie. Mięsień jest silniejszy w rejonie tylnym.

### Nieparzystokopytne
U konia punktem początkowym przyczepu są zarówno krawędzie jak i ścianki dołu, a punktem końcowym wyrostek dziobiasty i krawędź gałęzi żuchwy oraz powierzchnia przyśrodkowa tej kości, w miejscu styku z trzonem. Część włókien tego mięśnia wymienia się z mięśniem żwaczem.

### Naczelne

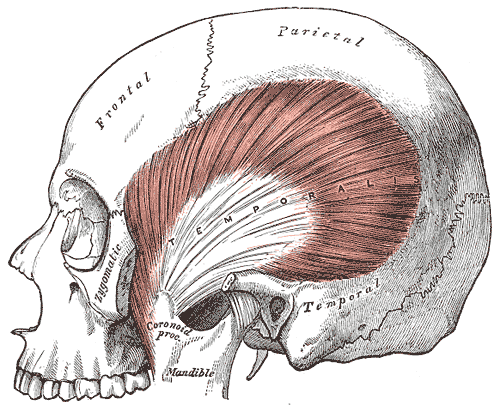
Mięsień skroniowy człowieka

#### Człowiek
U człowieka jest to parzysty mięsień żucia, najsilniejszy w tej grupie. Bierze swój początek na powierzchni dołu skroniowego, mając swoje przyczepy na: kresie skroniowej dolnej, ścianie przyśrodkowej dołu skroniowego do grzebienia podskroniowego, powierzchni wewnętrznej powięzi skroniowej i łuku jarzmowym, a kończy się przyczepiając ścięgnem obustronnie do wyrostka dziobiastego żuchwy. Unerwiony jest gałązkami nerwu żuchwowego. Mięsień ten zarówno unosi żuchwę, jak i cofa ją, gdy jest wysunięta.